# Kultury ostrzy liściowatych
Kultury ostrzy liściowatych – krąg kultur wczesnych faz górnego paleolitu. 
Podstawową formą narzędzi były regularne płaskie ostrza liściowate. Zalicza się do niego kultury: Ranis-Mauern, jerzmanowicką, szelecką, sungirską, solutrejską.